# Una storia nella storia. Ricordi e riflessioni di un testimone di Fossoli e Buchenwald
Una storia nella storia. Ricordi e riflessioni di un testimone di Fossoli e Buchenwald  è il racconto autobiografico e di memoria storica di Gilberto Salmoni pubblicato in Italia dall'editore Fratelli Frilli Editori nel 2012.

## Contenuto
Racconto autobiografico di Gilberto Salmoni, deportato con i suoi familiari, madre, padre, fratello e sorella a Fossoli e poi con suo fratello a Buchenwald,
dopo la separazione dal resto dei suoi familiari deportati e uccisi ad Auschwitz.
Pubblicato, anche nei Quaderni di Fossoli, il testo è un prezioso documento, ove partendo dal racconto e dalla memoria e testimonianza personale  e familiare di Gilberto, oltre il dolore, scopriamo la forza umana che ha spinto gli internati a sopravvivere e a lottare per la libertà.
Salmoni ci offre riflessioni profonde sul significato dell'umanità, della memoria e della responsabilità storica. 
Ci spinge a pensare e riflettere sulla fragilità della democrazia e sull'importanza di preservare memoria e conservare attiva la coscienza sociale e civile per evitare ogni ripetersi di uguali o simili dinamiche.
Tra l'altra documentazione la copia e traduzione  e trascrizione del DISCORSO DI COMMEMORAZIONE DEI MORTI DEL LAGER DI BUCHENWALD, tenuto nel campo alla presenza dei sopravvissuti, il 19 aprile 1945.
Nella parte "Finale" del testo, l'autore, cita inoltre una lettera, ove in risposta a Einstein, Freud,  scriveva: “È triste pensare a mulini che macinano talmente adagio che la gente muore di fame prima di ricevere la farina”. .. “Quanto dovremo aspettare perché anche gli altri diventino pacifisti?" e poi, Gilberto, afferma "Ho deciso di continuare a vivere. .. questo testo non è solo la testimonianza .. di dura prigionia ma anche il racconto delle ombre di tristezza e delle luci di chiarezza che quel periodo ha proiettato su tutta la mia vita. Una vita che mi ha dato molti dolori .. ma mi ha dato anche molte gioie. Amo la città dove vivo, il paesaggio che mi circonda, le persone che mi sono più vicine. .. "